# Спиридон Казанджиев
 Тази статия е за българския психолог.  За българския лекар вижте Спиридон Казанджиев (лекар).  
Спиридон Спасов Казанджиев е български психолог и философ-идеалист. Трудовете му са в областта на общата, възрастовата, военната психология, както и на философията, естетиката, логиката, литературната критика.

## Биография
Казанджиев е роден в 1882 г. в Севлиево. Негов по-голям брат е ботаникът Сава Казанджиев. Следва в Софийския университет, а после в Лайпциг, където е студент на Вилхелм Вунд. Защитава докторат в Цюрихския университет. Работи като гимназиален учител.
Участва във войните за национално обединение 1912 – 1918 г. През Балканската война служи като подпоручик в 31 пехотен полк. По време на Първата световна война е преводач към 302 германска дивизия на Солунския фронт.
Доцент и професор в Софийски университет, действителен член на БАН. В университета освен по Психология Спиридон Казанджиев чете и лекции по Логика, Естетика (с упражнения), както и Наука за религиозното съзнание. Неговият студент Есто Везенков го описва като дружелюбен преподавател, човек с „широки интереси“.

## Памет
На академик Спиридон Казанджиев е наречена улица в квартал „Симеоново“ в София (Карта).